# Satrup Herred
Satrup Herred (tysk Satrupharde) var et herred i Angel i Hertugdømmet Slesvig. Hovedbyen var Satrup. 
Satrup Herred blev oprettet i 1770/1771 af Christian 7., efter at det kongelige gods Satrupholm blev parcelleret og ophævet som selvstændigt gods. Under Satrupholm hørte bl.a. Satrup, Esmark, Havetoft, Løjt og Bistoft. Godsområdet med strøgods i Satrup og Havetoft Sogne blev adskilt fra Strukstrup Herred og fortsatte som et selvstændigt herred under Gottorp Amt. Det lille herred havde fælles institutioner med Mårkær Herred, men kunne lige som dette bevare sind selvstændighed indtil 1867. Herredet havde eget ting. Forhandlingerne blev dog afholdt på amtshuset for Gottorp Amt. Efter den dansk-tyske krig kom området under Slesvig landkreds.
Satrup Herred hørte til Gottorp Amt. Området ligger nu i kreds Slesvig-Flensborg i delstaten Slesvig-Holsten (Sydslesvig). Satrup Herreds våbenbillede er en le. 